# 続・世界残酷物語
『続・世界残酷物語』（ぞく せかいざんこくものがたり 原題：Mondo cane 2 または Mondo pazzo Mondo Insanity 英題：Crazy World）は1963年のイタリア映画。カラー、スタンダードサイズ（1.37:1）。監督はグァルティエロ・ヤコペッティとフランコ・プロスペリ。大ヒットモンド映画『世界残酷物語』の続編。前作と同じく世界各地の風習が好奇的かつ矢継ぎ早に描かれるのに加え、戦争や環境問題に関する視点が加味されている。

## 製作
製作当時ヤコペッティは交通事故のため入院しており、プロスペリが、前作で未使用のヤコペッティによるストックフィルムと、プロスペリ自身による新撮部分を組み合わせて編集した。この経緯のためヤコペッティは製作にはほとんど関与していないとされる。

## 内容
前作同様、多くの演出ややらせを含んでいる。
- 犬の声帯除去手術 - 前作が「愛犬家の多い」イギリスで上映禁止となったことを当てこするナレーションとともに流れる。
- イタリア南部のカツラ産業の村で住民たちが髪を強制的に提供させられる様子
- パリの女装者だけのナイトクラブ
- メキシコの警官による拳銃の曲撃ち
- イスカリオテのユダの肉体を模したケーキを解体して食べるメキシコ死者の日の催し
- メキシコの食用虫の踊り食い屋台
- マサイ族の牛のフンで作った家と女性が小石を食べる習慣
- アメリカ合衆国の娼婦出張トレーラーハウス
- アメリカ社会のオートメーション化（オートレストラン、ハイウェイの無人料金所、「トマト投げつけ放題」の映写室付きモーテル）
- スペイン南部の生前葬祭り
- インドの修行僧の苦行（タパス）
- 南ベトナムの反政府運動と修行僧ティック・クアン・ドックの焼身自殺
- ケニア・マガディ湖の環境破壊によるフラミンゴの衰弱
- シンガポールの闘ツグミ、闘魚
- 犯罪小説の表紙写真撮影現場
- 旱魃中のスーダンの村の女性たちによる露集め
- トイレットペーパー製の衣装を着たダンサーによるブリュッセルの水かけストリップショー
- ロンドン、ハイド・パークの素人演説会「スピーカーズ・コーナー」
- アメリカ、トゥームストーンの「OK牧場の決闘」を記念するガンマン祭り
- ロサンゼルスの高級棺桶専門店とエンバーミング講習会
- イタリア南部・サルデーニャ島の石頭コンテスト
- 古代ローマの前衛絵画の制作風景 ※再現ドラマ
- ビンタで音楽を奏でるオーケストラ

など

## スタッフ
- 監督：グァルティエロ・ヤコペッティ、フランコ・プロスペリ（イタリア語版）
- 原案・脚本：グァルティエロ・ヤコペッティ
- 製作：マリオ・マッフェイ（イタリア語版）
- ナレーション：グァルティエロ・ヤコペッティ
- 撮影：ベニート・フラッタリ
- 音楽：ニーノ・オリヴィエロ
- 主題歌：ミルヴァ『世界を愛して』（I'll set my love to music）